# Nodar (Friol)
Nodar (llamada oficialmente San Mamede de Nodar) es una parroquia y un lugar español del municipio de Friol, en la provincia de Lugo, Galicia.

## Organización territorial
La parroquia está formada por veintiséis entidades de población, constando veintiuna de ellas en el nomenclátor del Instituto Nacional de Estadística español:

### Entidades de población
Entidades de población que forman parte de la parroquia:
- Aldea de Arriba (A Aldea de Arriba)
- Bargo (O Bargo)
- Bidueiro (O Bidueiro)
- Cabana (A Cabana)
- Carballo do Vento
- Carballoso
- Cerdeira (A Cerdeira)
- Coventillo (O Conventillo)
- Fábrica (A Fábrica)
- Fontes (As Fontes)
- Ledro
- Loureiro (O Loureiro)
- Mantelle
- Nodar
- Outeiro (O Outeiro)
- Penalba (A Penalba)
- Ponteliñeira (A Ponteliñeira)
- Portocelo
- Rego do Orizo (O Rego do Orizo)
- Roxica (A Roxica)
- San Mamede (Samede)
- Santo Estebo (Santo Estevo)
- Travesa do Ledro (A Travesa de Ledro)
- Vilariño
- Ximarei (Guimarei)

### Despoblado
Despoblado que forma parte de la parroquia:
- Corda (A Corda)

## Demografía

### Parroquia
| Gráfica de evolución demográfica de Nodar (parroquia) entre 2000 y 2019 |
|                                                                         |
| Datos según el nomenclátor publicado por el INE.                        |

### Lugar
| Gráfica de evolución demográfica de Nodar (lugar) entre 2000 y 2019 |
|                                                                     |
| Datos según el nomenclátor publicado por el INE.                    |